# NTTデータMSE
株式会社NTTデータMSE（エヌ・ティ・ティ・データ・エムエスイー、NTT DATA MSE CORPORATION）は、神奈川県横浜市港北区に本社を置くNTTデータグループのシステムインテグレーター。

## 概要
元々はパナソニックグループ（パナソニック モバイルコミュニケーションズの子会社）であったが、2008年10月にNTTデータが株式の60%を譲り受けたことにより、現在はNTTデータグループに属している。
1,000名以上の社員を有しており、NTTデータグループの組込みソフトウェア分野の中核企業として位置づけられている。
本社は当初パナソニック モバイルコミュニケーションズやパナソニック補聴器と同じパナソニック佐江戸工場にあったが、2013年に現在の横浜市港北区へ移転した。
なおパナソニック モバイルコミュニケーションズは2013年に携帯電話端末事業と基地局事業を分割しており、この時NTTデータMSEの主要株主はパナソニック モバイルコミュニケーションズからパナソニック システムネットワークスへ変更された。

## 主な製品・ソリューション
- パナソニック モバイルコミュニケーションズ製のNTTドコモ携帯電話のソフト開発を一手に引き受けている。また、他の通信事業者向けの端末に組み込み型携帯電話向けのソフト開発を行っている。
  - 携帯電話用電子書籍
  - モバイルFeliCa
  - スマートフォン用のアプリケーション
- NTTドコモの提供サービス「ポケットU」のMPEG変換アプリケーション - 自宅のPCの動画ファイルを携帯電話で閲覧できるよう自動変換を行うもの。
- BLE屋内位置測位 - GPSが利用できない屋内での位置測位を実現するもの。
- 自動販売機売上管理システム - 自動販売機に蓄積される販売情報をクラウドで収集し、機器管理や商品補充などの業務の効率化を実現するもの。
- スマートカーソリューション - 「テレマティクス」「運転支援」「ビッグデータ」「ウェアラブル」の領域を中心に、自動車とITを融合させたソリューションを構築することで「スマートカー」を実現するもの。

## 沿革
- 1979年 - 「株式会社ナショナルシステムエンジニアリング（NSE）」設立
- 1981年 - 社名を「松下システムエンジニアリング株式会社（MSE）」に変更
- 2003年 - 社名を「パナソニックMSE株式会社（PMSE）」に変更
- 2008年10月 - NTTデータの資本参加により、現在の社名に変更
- 2013年 - 本社を新横浜へ移転

## 事業所
- 東京オフィス　〒141-0031 東京都品川区西五反田三丁目7番10号 アーバンネット五反田NNビル
- 横浜オフィス　〒221-0056 神奈川県横浜市神奈川区金港町3番1号 コンカード横浜
- 品川オフィス　〒108‐0075 東京都港区港南一丁目8番15号 Ｗビル
- 西日本事業本部　〒532-0003 大阪府大阪市淀川区宮原一丁目2番33号
- デンソー事業本部　〒451‐6009 愛知県名古屋市西区牛島町6番1号 ルーセントタワー
- 中部事業部　〒460-0003 愛知県名古屋市中区錦二丁目19番1号 名古屋鴻池ビルディング
- 札幌事業部　〒004-0015 北海道札幌市厚別区下野幌テクノパーク二丁目2番3号
- 札幌赤れんが前オフィス　〒060-0003 札幌市中央区北3条西3丁目1番地2 札幌駅前藤井ビル
- 大連　中華人民共和国遼寧省大連市高新園区匯賢園1号